# Israel Jiménez
Israel Sabdi „Piloto” Jiménez Nañez (ur. 13 sierpnia 1989 w Monterrey) – meksykański piłkarz występujący na pozycji prawego obrońcy, reprezentant Meksyku.

## Kariera klubowa
Jiménez pochodzi z miasta Monterrey i jest wychowankiem tamtejszego klubu Tigres UANL, w którego drużynach juniorskich rozpoczął treningi jako trzynastolatek. W wieku osiemnastu lat został włączony do pierwszego zespołu przez szkoleniowca Manuela Lapuente. W meksykańskiej Primera División zadebiutował 26 lipca 2008 w zremisowanym 0:0 spotkaniu z Pachuca, jednak przez pierwsze dwa lata był wyłącznie głębokim rezerwowym ekipy, w tej roli w 2009 roku triumfując w rozgrywkach SuperLigi. Podstawowym defensorem Tigres został dopiero kilka miesięcy później, po przyjściu do klubu trenera Ricardo Ferrettiego. Premierowego gola w najwyższej klasie rozgrywkowej zdobył 7 sierpnia 2011 w wygranej 1:0 konfrontacji z Estudiantes Tecos. W tym samym, jesiennym sezonie Apertura 2011, jako kluczowy zawodnik drużyny wywalczył z Tigres swoje pierwsze mistrzostwo Meksyku. Jego karierę w sierpniu 2013 przerwała poważna kontuzja kolana, w wyniku której musiał pauzować przez sześć miesięcy. Po rekonwalescencji nie zdołał powrócić do wyjściowej jedenastki i jako rezerwowy w wiosennych rozgrywkach Clausura 2014 wywalczył puchar Meksyku – Copa MX.
Latem 2014 Jiménez udał się na sześciomiesięczne wypożyczenie do zespołu Club Tijuana, gdzie pełnił rolę podstawowego zawodnika, jednak nie zdołał osiągnąć żadnych sukcesów. Po powrocie od Tigres – w 2015 roku i jako niepodważalny zawodnik wyjściowego składu – dotarł do finału najbardziej prestiżowych rozgrywek południowoamerykańskiego kontynentu – Copa Libertadores. W sezonie Apertura 2015 jako pewny punkt defensywy zdobył z ekipą Ferrettiego swoje drugie mistrzostwo Meksyku, zaś w 2016 roku doszedł do finału Ligi Mistrzów CONCACAF. Jeszcze w tym samym roku wywalczył superpuchar kraju – Campeón de Campeones. W sezonie Apertura 2016 wywalczył kolejny tytuł mistrza Meksyku, jednak nie brał udziału w decydujących spotkaniach – w październiku zerwał więzadła krzyżowe, w wyniku czego musiał pauzować przez siedem miesięcy.

## Kariera reprezentacyjna
W czerwcu 2011 Jiménez znalazł się w ogłoszonym przez Luisa Fernando Tenę składzie rezerwowej reprezentacji złożonej głównie z zawodników z rocznika '89, mającej pod szyldem dorosłej kadry wziąć udział w turnieju Copa América. Zaledwie kilka dni przed rozpoczęciem rozgrywek razem z siedmioma innymi zawodnikami złamał jednak wewnętrzne zasady drużyny, wskutek czego został wydalony z zespołu, zawieszony w prawach reprezentanta na pół roku, a ponadto ukarany grzywną przez Meksykański Związek Piłki Nożnej. W marcu 2012 – już po odbyciu dyskwalifikacji – został powołany przez Tenę do reprezentacji Meksyku U-23 na północnoamerykański turniej eliminacyjny do igrzysk olimpijskich, podczas którego rozegrał wszystkie możliwe pięć meczów (z czego cztery w pierwszym składzie) i strzelił gola w konfrontacji fazy grupowej z Trynidadem i Tobago (7:1). Jego zespół triumfował ostatecznie w kwalifikacjach, wygrywając w finale po dogrywce z Hondurasem (2:1). Trzy miesiące później znalazł się w składzie Igrzyska Olimpijskie w Londynie, podczas których był jednym z ważniejszych zawodników – rozegrał wówczas cztery z sześciu spotkań (trzy w wyjściowej jedenastce). Meksykanie zdobyli wówczas złoty medal, pokonując w finale męskiego turnieju piłkarskiego faworyzowaną Brazylię (2:1).
W seniorskiej reprezentacji Meksyku Jiménez zadebiutował za kadencji selekcjonera José Manuela de la Torre, 25 stycznia 2012 w wygranym 3:1 towarzyskim meczu z Wenezuelą. W 2013 roku został powołany na Złoty Puchar CONCACAF; tam jednak pozostawał wyłącznie rezerwowym swojej kadry i zanotował tylko jeden występ. Jego drużyna – złożona wówczas wyłącznie z graczy występujących w lidze meksykańskiej – odpadła ostatecznie z turnieju w półfinale, przegrywając w nim z Panamą (1:2). Występował także w udanych eliminacjach do Mistrzostw Świata w Brazylii (rozegrał dwa mecze na osiemnaście możliwych), lecz nie znalazł się w kadrze na mundial.

## Statystyki kariery

### Klubowe
| UANL    | 2008–2009 | Meksyk | Liga MX | 1   | 0 | — | — | —             | —  | — | 1   | 0 |
| UANL    | 2009–2010 | Meksyk | Liga MX | 10  | 0 | 1 | 0 | SL            | 2  | 0 | 13  | 0 |
| UANL    | 2010–2011 | Meksyk | Liga MX | 35  | 0 | — | — | —             | —  | — | 35  | 0 |
| UANL    | 2011–2012 | Meksyk | Liga MX | 39  | 3 | — | — | —             | —  | — | 39  | 3 |
| UANL    | 2012–2013 | Meksyk | Liga MX | 31  | 0 | — | — | LMC           | 2  | 0 | 33  | 0 |
| UANL    | 2013–2014 | Meksyk | Liga MX | 3   | 0 | 1 | 0 | —             | —  | — | 4   | 0 |
| Tijuana | 2014–2015 | Meksyk | Liga MX | 15  | 0 | 2 | 0 | —             | —  | — | 17  | 0 |
| UANL    | 2014–2015 | Meksyk | Liga MX | 9   | 0 | — | — | CL            | 12 | 0 | 21  | 0 |
| UANL    | 2015–2016 | Meksyk | Liga MX | 38  | 0 | — | — | LMC           | 5  | 0 | 43  | 0 |
| UANL    | 2016–2017 | Meksyk | Liga MX | 0   | 0 | — | — | —             | —  | — | 0   | 0 |
| Ogółem  | Ogółem    | Ogółem | Ogółem  | 181 | 3 | 4 | 0 | SL + LMC + CL | 21 | 0 | 206 | 3 |

- SL – SuperLiga
- LMC – Liga Mistrzów CONCACAF
- CL – Copa Libertadores

### Reprezentacyjne
| Meksyk | Meksyk | 2012   | 3 | 0 | 2 | 0 | —   | — | — | 5  | 0 |
| Meksyk | Meksyk | 2013   | — | — | — | — | ZPC | 1 | 0 | 1  | 0 |
| Meksyk | Meksyk | 2014   | — | — | — | — | —   | — | — | 0  | 0 |
| Meksyk | Meksyk | 2015   | 3 | 0 | — | — | —   | — | — | 3  | 0 |
| Meksyk | Meksyk | 2016   | 1 | 0 | — | — | —   | — | — | 1  | 0 |
| Ogółem | Ogółem | Ogółem | 7 | 0 | 2 | 0 | ZPC | 1 | 0 | 10 | 0 |

- ZPC – Złoty Puchar CONCACAF